# Sven Halfar
Sven Halfar (* 1972 in Weingarten) ist ein deutscher Regisseur, Drehbuchautor, Kameramann und Produzent.

## Leben
Sven Halfar kam in Weingarten am Bodensee zu Welt. Er studierte ein paar Semester Betriebswirtschaftslehre, brach dies aber vor dem Vordiplom ab und suchte fortan im Filmgeschäft kreative Herausforderungen. Er begann zunächst als Praktikant und durchlief anschließend verschiedene Stationen, um das Filmhandwerk zu erlernen. Sein Filmstudium absolvierte er von 1998 bis 2000 an der Hamburger Filmhochschule, wo er mit seinem Abschlussfilm Ist gut jetzt den ersten Nachwuchsproduzentenpreis auf dem Filmfest München gewann. Zu seinen Lehrern gehörten Hark Bohm, Michael Ballhaus, Jon Boorstin und Jim Sheridan. Nach dem Studium gründete er noch im Jahr 2000 die Produktionsfirma Glücksfilm.
Ein wichtiger Aspekt in Halfars Schaffen ist die Musik. So produzierte er 2001 für das ZDF den Musikdokumentarfilm Die Peter-Maffay-Story, 2006 folgte mit ihm als Autor und Regisseur der Dokumentarfilm Yes, I am! über den Künstlerzusammenschluss Brothers Keepers. In diesem Werk porträtierte er die afrodeutschen Mitglieder dieses Musikprojekts. 2016 und 2017 realisierte er mit Wutfänger und Silly – Frei von Angst gleich zwei Filme über die in der DDR gegründete Band Silly, wofür er zwei Jahre mit den Musikern eng zusammengearbeitet hat. Darüber hinaus drehte er einige Musikvideos, beispielsweise für Ferris MC, Such a Surge, Adé Bantu oder Joachim Witt.
Im Jahr 2013 wurde sein erster Kinospielfilm DeAD auf der Berlinale in der Sektion Perspektive Deutsches Kino uraufgeführt, 2014 kam er bundesweit in die Kinos. Im Jahr 2021 wurde bekannt, dass Halfar bei der Tatortfolge Propheteus mit dem Ermittlerteam Thiel und Boerne Regie führt. Sein Film Heaven Can Wait – Wir leben jetzt feierte beim DOK.fest-München Premiere in der Kategorie DOK.panorama.
Sven Halfar lebt in Hamburg und hat drei Kinder.

## Filmografie
- 1998: Kanarie (Produzent)
- 1999: Die Beichte (Drehbuch, Produzent)
- 2000: Ist gut jetzt (Drehbuch, Produzent)
- 2001: Die Peter-Maffay-Story (Produzent)
- 2003: Liebling, sei stark (Regie, Drehbuch, Produzent)
- 2006: Yes I am! (Regie, Drehbuch)
- 2010: Morgen ist Heute (Regie, Drehbuch, Produzent)
- 2013: DeAD (Regie, Drehbuch, Co-Produzent)
- 2016: Wutfänger (Regie, Drehbuch)
- 2017: Silly – Frei von Angst (Regie, Drehbuch, Kamera)
- 2017: Atempause (Drehbuch)
- 2022: Tatort: Propheteus (Regie)
- 2023: Der Bozen-Krimi: Die Todsünde (Drehbuch)
- 2023: Heaven Can Wait – Wir leben jetzt (Regie)
- 2024: Der Bozen-Krimi: Geheime Bruderschaft (Drehbuch)

## Auszeichnungen
- 2000: Filmfest München: Nachwuchsproduzentenpreis für Ist gut jetzt